# Syntin

Syntin

O Syntin, é um hidrocarbonetos, com a fórmula química C10H16 usado como combustível de foguete.  
Ele é uma mistura de isômeros dos tipos: cis e trans. Ele tem a densidade de 0,851 g/mL, e
um ponto de ebulição de 158 °C.